# Kütahya
Kütahya là một thành phố nằm trong tỉnh Kütahya của Thổ Nhĩ Kỳ. Thành phố Kütahya có diện tích 2484 km², dân số thời điểm năm 2009 là 212.444 người. Đây là thành phố lớn thứ 38 tại Thổ Nhĩ Kỳ.

## Khí hậu
| Dữ liệu khí hậu của Kütahya                  | Dữ liệu khí hậu của Kütahya | Dữ liệu khí hậu của Kütahya | Dữ liệu khí hậu của Kütahya | Dữ liệu khí hậu của Kütahya | Dữ liệu khí hậu của Kütahya | Dữ liệu khí hậu của Kütahya | Dữ liệu khí hậu của Kütahya | Dữ liệu khí hậu của Kütahya | Dữ liệu khí hậu của Kütahya | Dữ liệu khí hậu của Kütahya | Dữ liệu khí hậu của Kütahya | Dữ liệu khí hậu của Kütahya | Dữ liệu khí hậu của Kütahya |
| Tháng                                        | 1                           | 2                           | 3                           | 4                           | 5                           | 6                           | 7                           | 8                           | 9                           | 10                          | 11                          | 12                          | Năm                         |
| -------------------------------------------- | --------------------------- | --------------------------- | --------------------------- | --------------------------- | --------------------------- | --------------------------- | --------------------------- | --------------------------- | --------------------------- | --------------------------- | --------------------------- | --------------------------- | --------------------------- |
| Cao kỉ lục °C (°F)                           | 17.1 (62.8)                 | 24.2 (75.6)                 | 27.0 (80.6)                 | 30.2 (86.4)                 | 34.3 (93.7)                 | 36.2 (97.2)                 | 39.5 (103.1)                | 38.8 (101.8)                | 38.4 (101.1)                | 31.9 (89.4)                 | 25.4 (77.7)                 | 21.7 (71.1)                 | 39.5 (103.1)                |
| Trung bình ngày tối đa °C (°F)               | 5.1 (41.2)                  | 7.7 (45.9)                  | 11.8 (53.2)                 | 16.8 (62.2)                 | 21.9 (71.4)                 | 25.9 (78.6)                 | 29.2 (84.6)                 | 29.4 (84.9)                 | 25.4 (77.7)                 | 19.7 (67.5)                 | 13.2 (55.8)                 | 6.8 (44.2)                  | 17.7 (63.9)                 |
| Trung bình ngày °C (°F)                      | 0.6 (33.1)                  | 2.3 (36.1)                  | 5.8 (42.4)                  | 10.2 (50.4)                 | 15.0 (59.0)                 | 18.8 (65.8)                 | 21.6 (70.9)                 | 21.6 (70.9)                 | 17.4 (63.3)                 | 12.4 (54.3)                 | 6.6 (43.9)                  | 2.4 (36.3)                  | 11.2 (52.2)                 |
| Tối thiểu trung bình ngày °C (°F)            | −2.7 (27.1)                 | −1.8 (28.8)                 | 0.8 (33.4)                  | 4.4 (39.9)                  | 8.6 (47.5)                  | 12.0 (53.6)                 | 14.5 (58.1)                 | 14.7 (58.5)                 | 10.4 (50.7)                 | 6.7 (44.1)                  | 2.0 (35.6)                  | −0.7 (30.7)                 | 5.7 (42.3)                  |
| Thấp kỉ lục °C (°F)                          | −26.3 (−15.3)               | −27.4 (−17.3)               | −16.6 (2.1)                 | −7.8 (18.0)                 | −2.8 (27.0)                 | 0.5 (32.9)                  | 2.6 (36.7)                  | −0.2 (31.6)                 | −3.9 (25.0)                 | −6.9 (19.6)                 | −11.0 (12.2)                | −28.1 (−18.6)               | −28.1 (−18.6)               |
| Lượng Giáng thủy trung bình mm (inches)      | 64.2 (2.53)                 | 53.3 (2.10)                 | 53.0 (2.09)                 | 52.8 (2.08)                 | 57.5 (2.26)                 | 43.6 (1.72)                 | 19.2 (0.76)                 | 24.6 (0.97)                 | 26.7 (1.05)                 | 43.2 (1.70)                 | 45.3 (1.78)                 | 67.2 (2.65)                 | 550.6 (21.68)               |
| Số ngày giáng thủy trung bình                | 12.47                       | 11.30                       | 11.67                       | 12.30                       | 12.73                       | 8.90                        | 3.83                        | 4.57                        | 6.00                        | 8.80                        | 8.70                        | 11.80                       | 113.1                       |
| Số giờ nắng trung bình tháng                 | 68.2                        | 98.9                        | 145.7                       | 189.0                       | 229.4                       | 273.0                       | 319.3                       | 297.6                       | 225.0                       | 161.2                       | 114.0                       | 65.1                        | 2.186,4                     |
| Số giờ nắng trung bình ngày                  | 2.2                         | 3.5                         | 4.7                         | 6.3                         | 7.4                         | 9.1                         | 10.3                        | 9.6                         | 7.5                         | 5.2                         | 3.8                         | 2.1                         | 6.0                         |
| Nguồn: Cơ quan Khí tượng Nhà nước Thổ Nhĩ Kỳ |                             |                             |                             |                             |                             |                             |                             |                             |                             |                             |                             |                             |                             |